# مجزرة مدرسة رفيدة (أكتوبر 2024)
مجزرة مدرسة رفيدة هي مجزرة ارتكبتها قوات الاحتلال الإسرائيلي في مدرسة في دير البلح وسط قطاع غزة يوم الخميس 10 أكتوبر 2024، حيث شنَّت هجوماً على مدرسة رفيدة التي تؤوي آلاف اللاجئين، ما أدى لارتقاء 28 شهيداً على الأقل، وإصابة 54 آخرين، وقد كانت المدرسة تؤوي ألفاً من النازحين.